# Cap-Haïtien (arrondissement)
Cap-Haïtien (Haïtiaans-Creools: Kap Ayisyen) is een arrondissement van het Haïtiaanse departement Nord, met 360.000 inwoners inwoners. De postcodes van dit arrondissement beginnen met het getal 11.
Het arrondissement Cap-Haïtien bestaat uit de volgende gemeenten:
- Cap-Haïtien (hoofdplaats van het arrondissement)
- Quartier-Morin
- Limonade